# Weltgeist
Der Begriff Weltgeist als metaphysisches Prinzip ist zunächst bekannt als Zentralbegriff der spekulativen Philosophie Hegels: Für ihn ist die gesamte historische Wirklichkeit, die Totalität, der Prozess des Weltgeistes. Dadurch realisiere sich der „Endzweck“ in der Weltgeschichte, und zwar die „Vernunft in der Geschichte“. Mit dieser Ansicht knüpfte er an die von Schelling erstmals publizierte Weltgeisttheorie an.
In Napoleon z. B. sah er ihn exemplarisch verkörpert. Hegel sah in Napoleon die „Weltseele zu Pferde“, später oft verändert in das Wort vom „Weltgeist zu Pferde“.
Marx und Engels knüpften eher kryptisch an die hegelsche Bestimmung des Weltgeistes an. In der Deutschen Ideologie wenden sie den Begriff materialistisch und kritisch: Die Schikane des Weltgeistes bzw. die „List der Vernunft“ weise sich letztlich als Weltmarkt aus. Der ihnen verbundene Frühsozialist Moses Hess hingegen vertrat eine Art von Messianismus des Inhalts, dass mit der französischen Revolution ein neues Weltzeitalter begonnen habe.